# Magdalena Pyter
Magdalena Edyta Pyter (ur. 3 czerwca 1971 w Krasnymstawie) – polska prawnik, profesor nauk prawnych, specjalistka w zakresie historii prawa i prawa administracyjnego.

## Życiorys
W 1995 ukończyła studia z zakresu prawa kanonicznego, a w 2000 studia prawnicze na Wydziale Prawa, Prawa Kanonicznego i Administracji Katolickiego Uniwersytetu Lubelskiego Jana Pawła II. W 2002 otrzymała stopień naukowy doktora nauk prawnych na podstawie pracy Nurt historycznoprawny w kanonistyce polskiej w okresie II RP napisanej pod kierunkiem Antoniego Dębińskiego. Na podstawie dorobku naukowego oraz rozprawy pt. Oswald Balzer i lwowska szkoła historycznoprawna uzyskała w 2011 na rodzimym wydziale stopień doktora habilitowanego nauk prawnych w zakresie prawa, specjalność: historia prawa. Była zatrudniona na Wydziale Administracyjno-Prawnym w Akademii Polonijnej w Częstochowie (2003–2005), na Wydziale Prawa i Administracji Uniwersytetu Kardynała Stefana Wyszyńskiego w Warszawie (2004–2005) i na Wydziale Zamiejscowym Prawa i Nauk o Społeczeństwie KUL w Stalowej Woli (2005–2011). W 2011 została adiunktem na Wydziale Prawa, Prawa Kanonicznego i Administracji KUL, a w 2012 została profesorem nadzwyczajnym na tym wydziale i dyrektorem Instytutu Administracji (funkcję tę pełniła do 2016). Postanowieniem Prezydenta Rzeczypospolitej Polskiej z 21 lipca 2021 r.  otrzymała tytuł profesora nauk społecznych w dyscyplinie nauki prawne.
Została odznaczona w 2015 Medalem Brązowym za Długoletnią Służbę.

## Wybrane publikacje
- Ustawa o systemie oświaty. Ustawa o systemie informacji oświatowej. Komentarz (wspólnie z A. Balickim, J. Kokot), Warszawa 2016.
- Roman Longchamps de Bérier (1883–1941). Profesor lwowski i lubelski, (wspólnie z A. Dębińskim), wyd. 2, Lublin 2015.
- Prawo oświatowe (wspólnie z A. Balickim), wyd. 2, Warszawa 2015.
- Działalność gospodarcza na obszarach chronionych, red. R. Biskup, M. Pyter, M. Rudnicki, J. Trzewik, Lublin 2014.
- Leksykon prawa oświatowego i prawa o szkolnictwie wyższym (wspólnie z A. Balickim), Warszawa 2014.
- Prawo o szkolnictwie wyższym. Komentarz (red. nauk.), Warszawa 2012[2].